# オルリー・テルケム
オルリー・テルケム（仏: Olry Terquem、1782年6月16日 - 1862年5月6日
）はフランスの数学者。幾何学の功績で知られ、2つの科学雑誌を創刊した。うち1つは数学史を扱った初めての雑誌であった。彼はユダヤ教の急進的な革命を主張する一連の投書に Tsarphati なる偽名を用いた。彼はユダヤ系フランス人だった。

## 教育と来歴
テルケムは母語をイディッシュ語として、ヘブライ語とタルムードのみを学び育った。しかしながら、フランス革命後は、彼の家族は広い社会と接触するようになり、彼の学習領域も広がることとなった。彼のフランス語は稚拙だったが、1801年からパリのエコール・ポリテクニークで数学を勉強することを許された。エコール・ポリテクニークで勉強した2番目のユダヤ人である。 1803年、 エコール・ポリテクニークでアシスタントとなり、1804年、博士号を獲得した。
学業を修めた後、（当時フランス帝国の一部だった）マインツに越し、 インペリアル・リセ（Imperial Lycée）で教鞭を執った。1811年には同市の砲兵学校に、1814年にはグルノーブルの砲兵学校に移動した。 1815年、パリの Dépôt Central de l'Artillerie の司書に就任し、余生を過ごした。1852年、 レジオンドヌール勲章を叙された。彼の死後、葬儀は当時のフランスの主席ラビのラザール・イジドールによって執り行われ、エドモン・ルブーフ率いる12人を超える将軍が参列した。

## 数学
テルケムは、大砲に関する作品の翻訳、教科書の執筆などを行った。また、数学史の専門家だった。1842年、テルケムとカミーユ＝クリストフ・ジェロノは雑誌 Nouvelles Annales de Mathématiques を創刊した。更に1855年、彼はこの雑誌の付録として Bulletin de Bibliographie, d'Histoire et de Biographie de Mathématiques を創刊し、1861年まで編集を続けた。この誌が前述の数学史に特化した史上初の雑誌である。

三角形の九点円。テルケムは垂心と頂点の中点が九点円上にあることを示した。

幾何学におけるテルケムの功績の一つに九点円が知られている。この円は、三角形の特別な9点を通ることよりこの名がつけられている。カール・フォイエルバッハは、 辺の中点と頂垂線の足が同一円周上にあることを証明したが、テルケムは、垂心と各頂点の中点もそれらの点と共円であることを示した。また、フォイエルバッハの定理の新しい証明を発見した。
テルケムの他の功績に、垂足曲線の命名、ある点を通る代数曲線に垂直に交わる直線（法線）の数を曲線の次数との関連付けなどがある。また、対称関数の最大最小値は、変数をすべて等しくした場合に得られることに最初に気づいた。

## ユダヤ人の活動
テルケムは、フランス内の主要なユダヤ教改革提唱者の中で、初めて最も急進的かつ率直な人物（the enfant terrible of French Judaism）であると評されている。彼はTsarphati（ツァルファティ、ヘブライ語でフランス人を意味する語）という偽名を用いて27通の投書 letters of an Israelite を出版して、彼の観点から、ユダヤ人を現代生活へ同化させ、労働者階級をユダヤ人に適応する改革を推進した。最初の9巻は L'Israélite Français に掲載され、他18巻は Courrier de la Moselle の編集へ送られた。テルケムはタルムードを否定し、ユダヤ人と非ユダヤ人の結婚法制の提案を行い、安息日を日曜に移すことを推し進め、祈りではヘブライ語ではなく他の言語を使うことを主張し、割礼、女性への退嬰的態度、ユダヤ暦などに反対した。しかし、当時のユダヤ人の慣習への彼の影響はごくわずかだった。
テルケムは改革を呼び続け、カトリックの女性と結婚し、子をカトリックに育てたが、自分の葬式に関してはユダヤ人の正式な儀式で行うことを望んだ。